# Église Saint-Gabriel de Čelinac
Pour les articles homonymes, voir Église Saint-Gabriel.
L'église Saint-Gabriel (en serbe cyrillique : Храм Светог архангела Гаврила ; en serbe latin : Hram Svetog arhangela Gavrila) est située en Bosnie-Herzégovine, sur le territoire de la ville de Čelinac et dans la municipalité de Čelinac.